# Dysdera affinis
Dysdera affinis là một loài nhện trong họ Dysderidae.
Loài này thuộc chi Dysdera. Dysdera affinis được miêu tả năm 1996 bởi Ferrández.